# Lyng Kirke
Lyng Kirke er kirken i Lyng Sogn, der indtil 2004 var en del af Erritsø Sogn i Fredericia Kommune.
Kirken er tegnet af Inger og Johannes Exner.

## Eksterne kilder og henvisninger
- Lyng Kirke hos KortTilKirken.dk
- Lyng Kirke på danmarkskirker.natmus.dk (Danmarks Kirker, Nationalmuseet)

- Wikimedia Commons har flere filer relateret til Lyng Kirke